# گرافنگ
گرافنگ (به آلمانی: Grafenegg) یک منطقهٔ مسکونی در اتریش است که در ناحیه کرمس-لاند واقع شده‌است. گرافنگ ۲٬۸۳۰ نفر جمعیت دارد.